# Thérondels
Thérondels è un comune francese di 474 abitanti situato nel dipartimento dell'Aveyron nella regione dell'Occitania.
Il territorio comunale è bagnato dalle acque del fiume Hirondelle.

## Società

### Evoluzione demografica
Abitanti censiti